# São Miguel de Touros
São Miguel de Touros este un oraș în Rio Grande do Norte (RN), Brazilia.